# 七瀬川 (京都府)
七瀬川（ななせがわ）は、京都府京都市伏見区を流れる淀川水系の一級河川。

## 地理

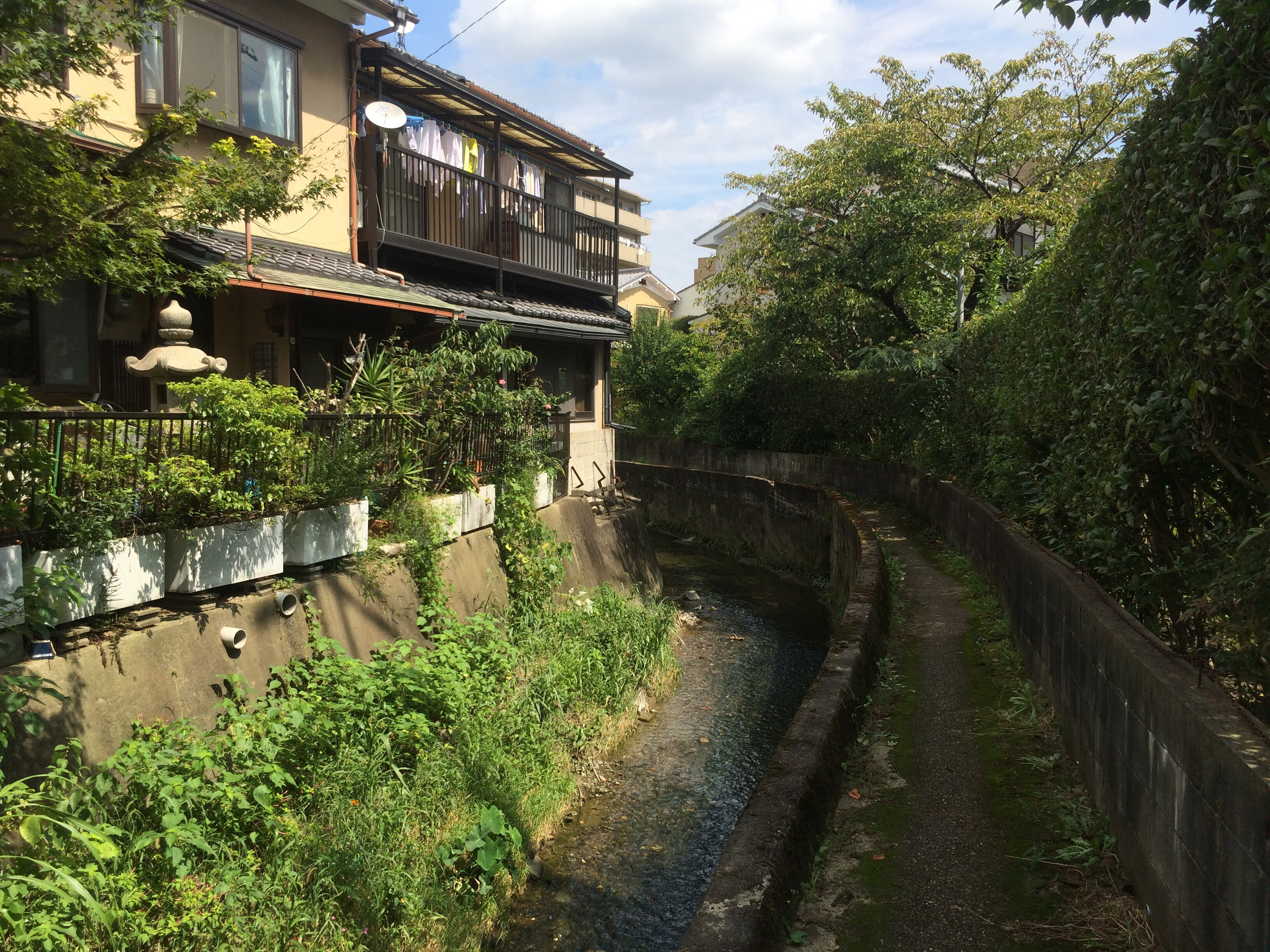
直違橋付近から上流を見る

伏見区深草地内の大岩山を水源として東西に流れ、藤森神社の北で鴨川運河の下をくぐり、東高瀬川に合流する。

## 名称
名称の言われは2説ある。

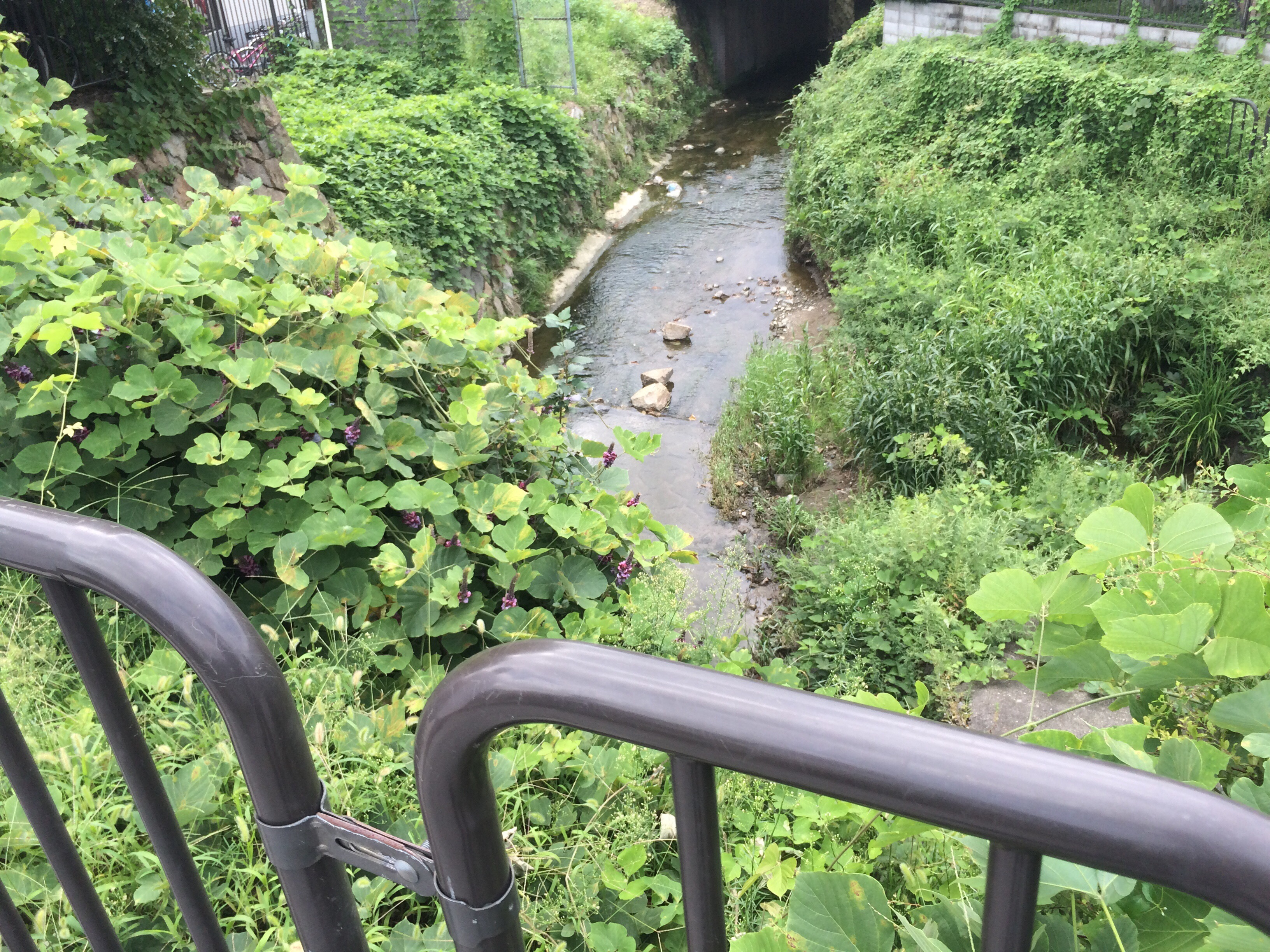
鴨川運河と立体交差する七瀬川

1説目は川筋に七橋（笹谷橋・谷口橋・谷口西橋・筆坂橋・直違橋・七瀬川橋・蓮心橋）が架けられた、もう1説は、大岩山の谷口から東高瀬川と合流するまでの間に七瀬があったためである。
河川幅の狭小さや暗渠部の存在等により、浸水被害が度々発生している。

治水安全度の強化のため、平成4年度から都市基盤河川改修事業が行われ、平成19年度に950mの区間で、水路を2段構造に分け、洪水時に増水した水を地下部にある下部河川に流す二層式河川として改修された。

## 流域の自治体
- 京都府
  - 京都市
    - 伏見区

## 流域
- 大岩山
- 仁明天皇陵
- 藤森神社
- 本町通 (直違橋通) - 直違橋で七瀬川と交差する。
- 西岸寺
- 鴨川運河
- 京阪本線
- 近鉄伏見駅
- 竹田街道 - 棒鼻バス停（旧京都市電伏見線棒鼻電停）付近で交差する。